# Ławeczka Stasia Klingera
Ławeczka Stasia Klingera – pomnik odsłonięty 24 lutego 2019 na placu Wolności w Zduńskiej Woli
.
Pomnik upamiętnia postać Stanisława Klingera (1932–2015, znanego jako Stasiu Klinger) – plastyka amatora, zwanego dekoratorem Zduńskiej Woli (z uwagi na wieloletnią pracę przy projektowanie dekoracji okolicznościowych w tym mieście) oraz zduńskowolskim Nikiforem (z uwagi na liczne prace poświęcone miejskim krajobrazom, zabytkom i ważnym dla miasta ludziom), a także muzyka amatora związanego z kapelą podwórkową „Szadkowiacy” i członka Towarzystwa Przyjaciół Zduńskiej Woli.
Autorem rzeźby jest Maciej Jagodziński-Jagenmeer. Projekt został zrealizowany ze środków budżetu obywatelskiego, a jego wnioskodawcą był Piotr Płuciennik działający w imieniu Towarzystwa Przyjaciół Zduńskiej Woli z którym związany był artysta. Pomysłodawcą postawienia w centrum Zduńskiej Woli ławeczka Stasia Klingera był Lech Kluska. Uroczyste oddanie pomnika nastąpiło w 87. rocznicę urodzin amatora plastyka, 24 lutego 2019 i było połączone z okolicznościowym koncertem i wystawą. Wydarzenie zorganizowało Towarzystwo Przyjaciół Zduńskiej Woli i Miejski Dom Kultury w Zduńskiej Woli. Obiekt znajduje się na Szlaku Pomnikowych Ławeczek PTTK.